# Recep Meriç
Recep Meriç (* 10. Oktober 1944 in Diyarbakır) ist ein türkischer Klassischer Archäologe.

## Leben
Recep Meriç studierte bis 1966 Klassische Archäologie an der Universität Ankara. Von 1969 bis 1971 war er Assistent am Ephesos-Museum Selçuk. Von 1971 bis 1977 absolvierte er ein Doktoratsstudium an der Universität Wien, 1979 bis 1980 forschte er mit einem Stipendium der Alexander-von-Humboldt-Stiftung an der Universität zu Köln. Ab 1981 lehrte er an der Architekturfakultät der Dokuz Eylül Üniversitesi in Izmir, ab 1991 als Professor. im Jahr 2000 war er dort Gründungsmitglied der Abteilung für Archäologie an der Geisteswissenschaftlichen Fakultät. 2007 trat er in den Ruhestand. Er lehrte danach an der privaten Yaşar Üniversitesi in Izmir.
Von 1964 bis 1967 nahm er an den amerikanischen Ausgrabungen in Sardes teil, von 1972 bis 1975 führte er einen Survey in Metropolis in Ionien durch, von 1975 bis 1981 einen Survey im Gebiet des Küçük Menderes (Kaystros). Von 1982 bis 1993 unternahm er Surveys in den Provinzen Izmir, Aydın und Manisa. Von 1983 bis 1992 war er Mitarbeiter der österreichischen Ausgrabungen in Ephesos. Von 1985 bis 1993 leitete er die Ausgrabungen in Philadelphia (Alaşehir), von 1992 bis 2006 die Ausgrabungen in Metropolis.
1991 wurde er korrespondierendes Mitglied des Österreichischen Archäologischen Instituts, 2000 des Deutschen Archäologischen Instituts.

## Veröffentlichungen (Auswahl)
- Metropolis in Ionien. Ergebnisse einer Survey-Unternehmung in den Jahren 1972–1975 (= Beiträge zur Klassischen Philologie Bd. 142). Hain, Königstein 1982, ISBN 3-445-02255-0 (Dissertation).
- Metropolis Kazıların İlk Beş Yılı, 1990–1995 / Metropolis excavations, the first five years, 1990–1995. Istanbul 1996.
- Späthellenistisch-römische Keramik und Kleinfunde aus einem Schachtbrunnen am Staatsmarkt in Ephesos (= Forschungen in Ephesos Bd. 9, 3). Verlag der Österreichischen Akademie der Wissenschaften, Wien 2002, ISBN 978-3-7001-3038-3 (Digitalisat).
- Metropolis. City of the Mother Goddess. Philip Morris/Sabancı, Istanbul / Meseder, Izmir 2004, ISBN 975-9226-91-X.
- Das Hinterland von Ephesos. Archäologisch-topographische Forschungen im Kaystros-Tal (= Ergänzungshefte zu den Jahresheften des Österreichischen Archäologischen Institutes in Wien Heft 12). Österreichisches Archäologisches Institut, Wien 2009, ISBN 978-3-900305-55-0.